# Fritz Zecha
Friedrich „Fritz“ Zecha (* 6. Jänner 1925 in Wien; † 8. April oder 18. April 1996 ebenda) war ein österreichischer Schauspieler, Regisseur und Oberspielleiter.

## Leben
Fritz Zecha studierte 1946/47 am Reinhardt-Seminar in Wien. Ab 1947 hatte er Engagements an verschiedenen Wiener Theatern, darunter das Burgtheater, das Volkstheater, das Theater in der Josefstadt und am Scala Wien. Ab 1953 spielte er am Grazer Theater, wo er von 1970 bis 1972 Schauspieldirektor war. Von 1972 bis 1976 war er in Deutschland engagiert und inszenierte daneben Stücke am Burgtheater. Ab 1977 spielte er wieder in Wien am Volkstheater und am Theater in der Josefstadt. 
Zecha starb im Alter von 71 Jahren und wurde am 8. Mai 1996 am Erlaaer Friedhof (Gruppe A, Reihe 5, Nummer 59) bestattet.

## Auszeichnungen
- 1981: Karl-Skraup-Preis
- 1981: Berufstitel Professor
- 1985: Großes Goldenes Ehrenzeichen des Landes Steiermark
- 1986: Kainz-Medaille